# Asier Etxeberria
Asier Etxeberria Zafra (Eguesibar, Navarra, 19 de julio de 1998) es un ciclista español que compite con el equipo Wuzhishan SCOM MVMT Cycling Team.

## Biografía
Asier empezó a andar en bicicleta a los 5 años en una escuela ciclista del Valle de Egüés. Luego corrió en el Club Ciclista Aranguren y en el equipo Quesos Albéniz de Alsasua, en cadetes de segundo año (15-16 años). Formado por el exprofesional Jorge Azanza.
De 2019 a 2021, fue miembro del Laboral Kutxa, filial del equipo Euskaltel-Euskadi. Buen escalador, se destacó principalmente en el calendario amateur vasco al obtener varias victorias y varios puestos de honor. Luego se convirtió en profesional en 2022 dentro de la formación Euskaltel-Euskadi, después de haber sido stagiaire en la misma.

## Palmarés
- Aún no ha conseguido victorias como profesional.

## Resultados

### Vueltas menores
| Carrera | Carrera              | 2022  | 2023 | 2024  |
| ------- | -------------------- | ----- | ---- | ----- |
|         | Volta a Cataluña     | —     | —    | 124.º |
|         | Vuelta al País Vasco | F. c. | Ab.  | —     |

### Clásicas y Campeonatos
| Carrera               | Carrera               | 2022 | 2023 | 2024 |
| --------------------- | --------------------- | ---- | ---- | ---- |
| Clásica San Sebastián | Clásica San Sebastián | —    | —    | Ab.  |
| Bretagne Classic      | Bretagne Classic      | —    | —    | Ab.  |
| España en Ruta        | España en Ruta        | Ab.  | —    | Ab.  |

—: No participa

Ab.: Abandona

F. c.: Fuera de control

X: No se disputó

## Equipos
- Fundación Euskadi (stagiaire) (2019)[3]
- Euskaltel-Euskadi (stagiaire) (2021)[3]
- Euskaltel-Euskadi (2022-2024)
- Wuzhishan SCOM MVMT Cycling Team (2025-)